# Fontanafredda
Fontanafredda is een gemeente in de Italiaanse provincie Pordenone (regio Friuli-Venezia Giulia) en telt 10.081 inwoners (31-12-2004). De oppervlakte bedraagt 46,3 km², de bevolkingsdichtheid is 212 inwoners per km².
De volgende frazioni maken deel uit van de gemeente: Vigonovo, Ceolini, Camolli, Forcate, Ronche, Talmasson, Romano.

## Demografie
Fontanafredda telt ongeveer 3893 huishoudens. Het aantal inwoners steeg in de periode 1991-2001 met 5,3% volgens cijfers uit de tienjaarlijkse volkstellingen van ISTAT.
| Jaar | Inwoneraantal |
| ---- | ------------- |
| 1991 | 9037          |
| 2001 | 9515          |

## Geografie
De gemeente ligt op ongeveer 52 m boven zeeniveau.
Fontanafredda grenst aan de volgende gemeenten: Aviano, Brugnera, Budoia, Caneva, Polcenigo, Porcia, Roveredo in Piano, Sacile.

## Geboren
- Davide Cimolai (1989), wielrenner